# رودريغو ريكيلمي
رودريغو ريكيلمي (بالإسبانية: Rodrigo Riquelme) (1 يونيو 1984 بباراغواي - ) هو مدرب كرة قدم ولاعب كرة قدم باراغواياني في مركز الدفاع. لعب مع كولو-كولو ونادي بالستينو وكوريكو يونيدو ونادي 12 أكتوبر لكرة القدم وديبورتيس أنتوفاغاستا ونادي سول دي أميريكا ورينجرز دي تالكا.

## وصلات خارجية
- رودريغو ريكيلمي على موقع قاعدة بيانات كرة القدم.إي يو (الإنجليزية)
- رودريغو ريكيلمي على موقع Soccerway.com (الإنجليزية)
- رودريغو ريكيلمي على موقع AS.com (الإسبانية)